# Iso-Rapanen
Iso-Rapanen eller Rapasenjärvi är en sjö i Finland. Den ligger i kommunen Heinola i landskapet Päijänne-Tavastland, i den södra delen av landet, 140 km norr om huvudstaden Helsingfors. Iso-Rapanen ligger 90,6 meter över havet. I omgivningarna runt Iso-Rapanen växer i huvudsak blandskog. Arean är 64,8 hektar och strandlinjen är 8,87 kilometer lång. Sjön  ingår i Kymmene älvs huvudavrinningsområde. 